# 1634 Ndola
1634 Ndola este un asteroid din centura principală, descoperit pe 19 august 1935, de Cyril Jackson.